# 許雅晴
許雅晴（1991年7月30日—），台灣女子羽球選手。家住台南，現為合作金庫羽球隊成員。2017年，她在2017年夏季世界大學運動會羽球比賽獲得混合團體金牌、女雙金牌（搭檔吳玓蓉）、混雙銅牌（搭檔李哲輝）。

## 簡歷
許雅晴在臺南市新興國小讀三年級時，開始跟隨姐姐打羽球，隨後打越打好，更一路就讀南部羽球重點學校國昌國中、高雄市立新莊高級中學，曾奪全中運女單第三名。高中畢業後，她升讀國立體育大學，加入合作金庫羽球隊。
2009年8月，許雅晴出战中華台北羽毛球黃金大獎賽，在女单準决赛以0比2（17-21、15-21）不敌队友的鄭韶婕。
2013年9月，許雅晴出戰波蘭羽毛球國際賽，在女单决赛以1比2（18-21、21-14、17-21）不敌赛会3号种子、队友的程琪雅，赢得亚军；此外，还分别与江美慧以及林家翾搭档两项双打比赛，在女双决赛以0比2（10-21、16-21）不敌队友的李佳馨/吳玓蓉；而混双决赛以2比1（12-21、21-16、21-18）击败了队友的盧敬堯/白馭珀，夺得其首个国际赛双打冠军。同年11月，她出战馬來西亞羽毛球國際挑戰賽，在女单决赛以2比0（21-6、21-13）击败了队友的白馭珀，赢得冠军。
2014年3月，許雅晴出战馬來西亞羽毛球黃金大獎賽，在女单準决赛以1比2（15-21、22-20、15-21）不敌赛会2号种子、中国的姚雪。同年6月，她与白馭珀出战加拿大羽毛球大獎賽，在女双準决赛以0比2（17-21、20-22）不敌韩国强档的崔惠仁/李紹希。同年7月，她出战美國羽毛球黃金大獎賽，在女单準决赛以0比2（11-21、22-24）不敌日本的伊東可奈。同期7月，她出战中華台北羽球黃金大獎賽，在女单準决赛以0比2（19-21、9-21）不敌赛会头号种子、韩国的成池鉉。
2015年10月，許雅晴出战荷蘭羽毛球大獎賽，在女单準决赛以1比2（17-21、21-17、12-21）不敌赛会5号种子、苏格兰的克里斯蒂·吉尔莫。
2016年7月，許雅晴出战越南羽毛球大獎賽，在女单準决赛以1比2（16-21、21-8、12-21）不敌日本的峰步美。同年9月，她代表台灣参加俄羅斯拉緬斯科耶举办的世界大學生羽毛球錦標賽，在率先进行的团体赛。台灣队赢得金牌；此外，她在女单準决赛以0比2（11-21、8-21）不敌日本的杉野文保，赢得季军；而与男双主力的李洋在混双决赛以2比0（21-13、21-19）击败了马来西亚的Mohd Lutfi Zaim Abdul Khalid/賴潔敏，赢得金牌。同年10月，她出战荷蘭羽毛球大獎賽，在女单决赛以0比2（11-21、19-21）不敌赛会头号种子、美国的张蓓雯，赢得亚军。
2017年1月，許雅晴与吳玓蓉出战馬來西亞羽毛球大師賽，在女双準决赛以1比2（24-22、19-21、11-21）不敌赛会头号种子、泰国的宗功攀·吉迪特拉恭/拉温达·巴宗哉。同年8月，她代表台灣参加本国举办的世界大學運動會羽毛球比賽，在率先进行的团体赛，台灣队赢得金牌；此外，还分别与吳玓蓉以及李洋出战两项双打比赛，在女双决赛以2比0（21-17、22-20）击败了泰国强档的帕泰玛斯·门翁/查亚倪·查拉查兰，赢得世大运金牌；而混双準决赛以0比2（14-21、16-21）不敌马来西亚的努·穆罕默德·阿茲林·阿尤布/吳玥青，赢得季军，亦是本届世大运的双冠王得主。

## 主要比賽成績
| 年份   | 賽事                     | 公開賽級別 | 項目     | 拍檔   | 成績   |
| ------ | ------------------------ | ---------- | -------- | ------ | ------ |
| 2009年 | 中華台北羽毛球黃金大獎賽 | 黃金大獎賽 | 女子單打 | －     | 準決賽 |
| 2013年 | 波蘭羽毛球國際賽         | 國際系列賽 | 女子單打 | －     | 亞軍   |
| 2013年 | 波蘭羽毛球國際賽         | 國際系列賽 | 女子雙打 | 江美慧 | 亞軍   |
| 2013年 | 波蘭羽毛球國際賽         | 國際系列賽 | 混合雙打 | 林家翾 | 冠軍   |
| 2013年 | 馬來西亞羽毛球國際挑戰賽 | 國際挑戰賽 | 女子單打 | －     | 冠軍   |
| 2014年 | 馬來西亞羽毛球黃金大獎賽 | 黃金大獎賽 | 女子單打 | －     | 準決賽 |
| 2014年 | 加拿大羽毛球大獎賽       | 大獎賽     | 女子雙打 | 白馭珀 | 準決賽 |
| 2014年 | 美國羽毛球黃金大獎賽     | 黃金大獎賽 | 女子單打 | －     | 準決賽 |
| 2014年 | 中華台北羽球黃金大獎賽   | 黃金大獎賽 | 女子單打 | －     | 準決賽 |
| 2015年 | 荷蘭羽毛球大獎賽         | 大獎賽     | 女子單打 | －     | 準決賽 |
| 2016年 | 越南羽毛球大獎賽         | 大獎賽     | 女子單打 | －     | 準決賽 |
| 2016年 | 世界大學生羽毛球錦標賽   | 其他       | 混合團體 | －     | 冠軍   |
| 2016年 | 世界大學生羽毛球錦標賽   | 其他       | 女子單打 | －     | 季軍   |
| 2016年 | 世界大學生羽毛球錦標賽   | 其他       | 混合雙打 | 李洋   | 冠軍   |
| 2016年 | 荷蘭羽毛球大獎賽         | 大獎賽     | 女子單打 | －     | 亞軍   |
| 2017年 | 馬來西亞羽毛球大師賽     | 黃金大獎賽 | 女子雙打 | 吳玓蓉 | 準決賽 |
| 2017年 | 世界大學運動會羽毛球比賽 | 其他       | 混合團體 | －     | 金牌   |
| 2017年 | 世界大學運動會羽毛球比賽 | 其他       | 女子雙打 | 吳玓蓉 | 金牌   |
| 2017年 | 世界大學運動會羽毛球比賽 | 其他       | 混合雙打 | 李洋   | 銅牌   |
| 2018年 | 香港羽毛球公開賽         | 超級500賽  | 混合雙打 | 李洋   | 準決賽 |
| 2019年 | 奧爾良羽毛球大師賽       | 超級100賽  | 女子雙打 | 胡綾芳 | 亞軍   |
| 2019年 | 加拿大羽毛球公開賽       | 超級100賽  | 混合雙打 | 李哲輝 | 準決賽 |
| 2019年 | 美國羽毛球公開賽         | 超級300賽  | 混合雙打 | 李哲輝 | 冠軍   |
| 2019年 | 越南羽毛球公開賽         | 超級100賽  | 混合雙打 | 李哲輝 | 亞軍   |
| 2019年 | 韓國羽毛球大師賽         | 超級300賽  | 女子雙打 | 胡綾芳 | 準決賽 |
| 2019年 | 韓國羽毛球大師賽         | 超級300賽  | 混合雙打 | 李哲輝 | 準決賽 |
| 2022年 | 意大利羽毛球國際賽       | 國際挑戰賽 | 女子雙打 | 林琬清 | 冠軍   |
| 2022年 | 波恩羽毛球國際賽         | 未來系列賽 | 女子雙打 | 林琬清 | 冠軍   |
| 2022年 | 南特羽毛球國際挑戰賽     | 國際挑戰賽 | 女子雙打 | 林琬清 | 亞軍   |
| 2023年 | 北馬里亞納羽毛球公開賽   | 國際挑戰賽 | 女子雙打 | 林琬清 | 冠軍   |
| 2023年 | 塞班島羽毛球國際賽       | 國際挑戰賽 | 女子雙打 | 林琬清 | 冠軍   |
| 2023年 | 加拿大羽毛球公開賽       | 超級500賽  | 混合雙打 | 李哲輝 | 準決賽 |
| 2023年 | 美國羽毛球公開賽         | 超級300賽  | 女子雙打 | 林琬清 | 準決賽 |
| 2024年 | 德國羽毛球公開賽         | 超級300賽  | 女子雙打 | 林琬清 | 準決賽 |
| 2024年 | 瑞士羽毛球公開賽         | 超級300賽  | 女子雙打 | 林琬清 | 亞軍   |
| 2025年 | 越南羽球國際挑戰賽       | 國際挑戰賽 | 女子雙打 | 宋祐媗 | 亞軍   |
| 2025年 | 泰國羽毛球公開賽         | 超級500賽  | 女子雙打 | 宋祐媗 | 準決賽 |
| 2025年 | 美國羽毛球公開賽         | 超級300賽  | 女子雙打 | 宋祐媗 | 亞軍   |

| 2007-2017年 | 首要超級賽 | 超級賽 | 黃金大獎賽 | 大獎賽 | 國際挑戰賽 | 國際系列賽 | 未來系列賽 | 其他 |

| 2018-2026年 | 總決賽 | 超級1000賽 | 超級750賽 | 超級500賽 | 超級300賽 | 超級100賽 | 國際挑戰賽 | 國際系列賽 | 未來系列賽 | 其他 |

### 奧運會和世錦賽參賽紀錄
|          | 搭檔   | 2015 | 2016 | 2017 | 2018 | 2019 | 2020 | 2021 | 2022 | 2023 |
| -------- | ------ | ---- | ---- | ---- | ---- | ---- | ---- | ---- | ---- | ---- |
| 女子雙打 | 白馭珀 | 32強 | －   | －   | －   | －   | －   | －   | －   | －   |
| 女子雙打 | 吳玓蓉 | －   | －   | －   | 64強 | －   | －   | －   | －   | －   |
| 女子雙打 | 胡綾芳 | －   | －   | －   | －   | 32強 | －   | －   | －   | －   |
| 女子雙打 | 林琬清 | －   | －   | －   | －   | －   | －   | －   | －   | 32強 |
|          |        |      |      |      |      |      |      |      |      |      |
| 混合雙打 | 李洋   | －   | －   | －   | 32強 | －   | －   | －   | －   | －   |
| 混合雙打 | 李哲輝 | －   | －   | －   | －   | －   | －   | 64強 | 64強 | －   |

## 外部連結
- 维基共享资源上的相關多媒體資源：許雅晴